# Kai Peter Schmitz
Kai Peter Schmitz (* 7. Juli 1971 in Bad Lauterberg im Harz) ist ein deutscher Fußballtrainer, der als Videoanalyst beim SV Darmstadt 98 zuletzt tätig war.

## Karriere
Schmitz spielte als Spieler in der Oberliga und studierte Publizistik- und Sportwissenschaften. Dabei machte er ein Volontariat in Neuss beim Sport-Informations-Dienst.
Er ist seit den 1990er Jahren Inhaber der A-Lizenz und besitzt keine Fußballlehrer-Lizenz, sodass er Bundesligisten nicht länger als zwei Wochen als Cheftrainer trainieren darf. Schmitz hat zwei Brüder.

### Traineranfänge bei den Junioren der Borussia Mönchengladbach
Ab Oktober 2000 war er als Co-Trainer der U17- und U19-Mannschaft der Borussia Mönchengladbach tätig. Von Januar 2001 bis Juli 2002 trainierte er eine untere Juniorenmannschaft der Borussia und wurde in der Saison 2002/03 wieder Co-Trainer dieser. Von Juli 2003 bis März 2004 rückte er als Co-Trainer wieder zur U17-Mannschaft auf. Von Juli 2004 bis August 2006 war er unter Ulrich Sude Co-Trainer der U19-Mannschaft. Ab Juli 2005 arbeitete er parallel auch als Athletiktrainer aller Juniorenmannschaften von Mönchengladbach und behielt diesen Posten bis Juli 2007.
Parallel arbeitete Schmitz als freier Journalist und schrieb unter anderem für die Neue Ruhr Zeitung über den damaligen Bundesligisten MSV Duisburg. Dies stellte er jedoch ein, nachdem er immer mehr Aufgaben bei Mönchengladbach übernahm. Während seiner Zeit bei Mönchengladbach lebte er in Düsseldorf.

### Beförderung in die Profimannschaft
Zu Beginn der Saison 2006/07 wurde Schmitz unter dem damaligen Cheftrainer Jupp Heynckes Videoanalyst in der Scouting-Abteilung der Profimannschaft in der Fußball-Bundesliga. Bis Juli 2015 übte er diese Funktion auch unter den darauffolgenden Cheftrainern Jos Luhukay, Christian Ziege, Hans Meyer, Michael Frontzeck und Lucien Favre aus. Dabei stieg er unter anderem in seiner ersten Saison als Tabellenletzter in die 2. Bundesliga ab, in der nächsten Saison als Tabellenerster wieder auf und spielte bis zur Saison 2011/12 in der unteren Tabellenhälfte mit der Mannschaft. 2012/13 spielte die Mannschaft in der UEFA Europa League, schied jedoch bereits in der Gruppenphase aus. In seiner letzten Saison spielte die Mannschaft wieder in der Europa League und schied nach der Gruppenphase aus.

### Tätigkeit beim SC Paderborn
In der Saison 2015/16 arbeitete Schmitz unter den Cheftrainern Markus Gellhaus, Stefan Effenberg und René Müller als Athletiktrainer und Videoanalyst beim Zweitligisten SC Paderborn 07. Zum Ende der Saison verließ er die Mannschaft wieder, nachdem diese aus der Liga als Tabellenletzter abgestiegen war.

### Wechsel nach Darmstadt und Spiele als Profi-Cheftrainer
Zur Saison 2016/17 wurde Schmitz unter dem Cheftrainer Norbert Meier Athletiktrainer und Videoanalyst beim damaligen Bundesligisten SV Darmstadt 98. Nachdem Ramon Berndroth am 6. Dezember 2016 Cheftrainer wurde, übernahm Schmitz zudem einen Posten als Co-Trainer. Nach nur 21 Tagen wurde Berndroth durch Torsten Frings ersetzt. Als Tabellenletzter stieg die Mannschaft zum Ende der Saison wieder in die 2. Bundesliga ab. In der Saison 2017/18 gab es einen erneuten Trainerwechsel, als Dirk Schuster die Mannschaft übernahm.
Nachdem Schuster und dessen Co-Trainer am 18. Februar 2019 von ihren Aufgaben entbunden worden waren, übernahm Schmitz die nach 22 Spieltagen auf dem 14. Tabellenplatz stehende Zweitligamannschaft als Interimstrainer. Unter seiner Leitung gab es am 23. Februar 2019 einen 2:0-Heimsieg gegen Dynamo Dresden. Nach dem Spiel wurde Dimitrios Grammozis als neuer Cheftrainer in Darmstadt vorgestellt, womit Schmitz in seine ursprüngliche Funktionen als Athletiktrainer, Videoanalyst und Co-Trainer zurückkehrte. Nach der Saison 2019/20 auf dem fünften Tabellenplatz verließ Grammozis den Verein und Markus Anfang wurde neuer Cheftrainer. Nach dem Ende der Saison 2020/21 wurde Anfang von Werder Bremen verpflichtet und Torsten Lieberknecht übernahm die Mannschaft. Im Februar 2022 übernahm Christopher Busse die Aufgabe als Athletiktrainer bei den Lilien, weshalb sich Schmitz mehr auf Spiel- und Gegneranalyse fokussierte.
Am 13. Februar 2022 übernahm Schmitz erneut die Aufgabe des Trainers im Spiel der Darmstädter bei Hannover 96 (2:2), weil sich Chefcoach Lieberknecht und Co-Trainer Ovid Hajou in Corona-Quarantäne befanden. Noch während der laufenden Saison 2024/25 wurde das Arbeitsverhältnis beim SV Darmstadt 98 im März 2025 in gegenseitigem Einverständnis beendet.